# Belvosia bifasciata
Belvosia bifasciata är en tvåvingeart som först beskrevs av Fabricius 1775.  Belvosia bifasciata ingår i släktet Belvosia och familjen parasitflugor. Inga underarter finns listade i Catalogue of Life.